# Brasserie de Charmes
La brasserie de Charmes est une ancienne brasserie lorraine installée à Charmes dans les Vosges. Fondée en 1864, elle est fermée en 1971.
Elle était célèbre pour sa bière Kanterbräu.

## Historique

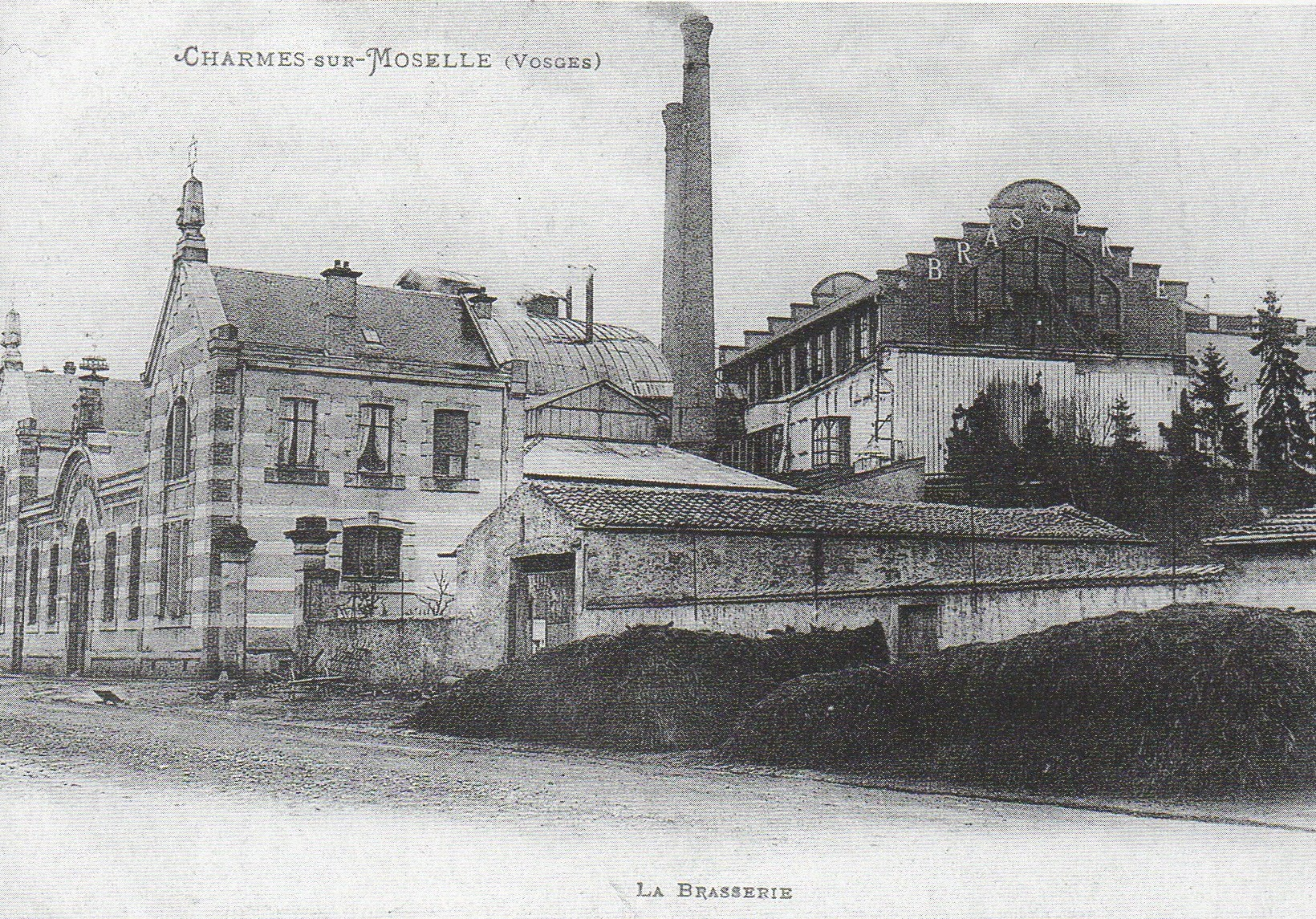
La brasserie de Charmes telle qu'elle existait au début du XXe siècle.

La brasserie est fondée en 1864 par Achille Hanus ; dans ce but, il acquiert la brasserie Martell et Buffet, créée dix ans auparavant et qui se trouvait en faillite, située au Pâquis. 
La nouvelle entreprise dépasse rapidement les autres brasseries de la ville qui sont absorbées une à une : Charles Cottez en 1870 et Biber en 1882 (qui est alors purement et simplement fermée). Les installations sont perfectionnées : caves de refroidissement, glacière conservant la glace issue du gel hivernal, machine à vapeur.
La société décide alors d'acquérir la brasserie Piller de Saint-Dié-des-Vosges, dont l'activité principale est le stockage de glace et la distribution de bière. La brasserie Febvrel, également de Saint-Dié, connaît le même sort.
La politique de contrôle, voire d'élimination de la concurrence, se poursuit avec une prise de participation dans la Brasserie Noël de Gerbéviller, puis dans la brasserie du Val d'Ajol en association avec la brasserie de Xertigny et celle de Ville-sur-Illon.
Le soda Charmor est lancé en 1929 et une bière brune voit le jour sous le nom Kantator. La brasserie est constamment modernisée, en particulier dans les années 1930 avec une nouvelle installation de brassage. 
En 1936, elle passe un accord de fabrication avec un brasseur allemand, le docteur Hans Kanter (1874-1937). Charmes produit ainsi la bière de luxe KB, Kanterbräu, ce qui vaut à la ville d'obtenir une certaine reconnaissance pour la qualité de ses boissons, grâce notamment à son exportation facilitée par les voies de communication comme le canal de l'Est et le chemin de fer de la gare de Charmes. En 1939, un incendie détruit la malterie qui ne reprend son activité qu'en 1941. L'ensemble industriel est durement touché lors des bombardements de 1944 et il faut attendre les années 1950 pour que la production reprenne son cours normal. Au maximum de son activité, Charmes figure parmi les plus grandes brasseries françaises en produisant 70 000 hectolitres de bière annuellement.

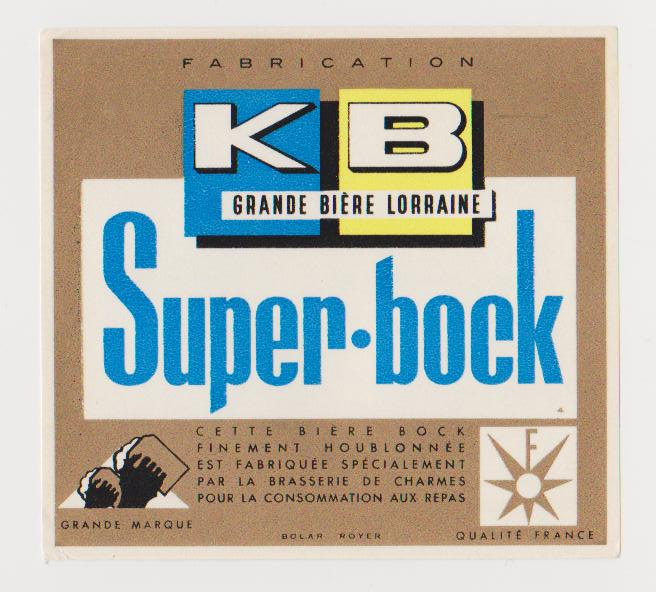

En 1966, la société nouvelle des Grandes brasseries de Charmes fusionne avec la brasserie de Champigneulles, donnant naissance à la Société européenne de brasserie (S.E.B). Les actifs commerciaux de Charmes, Xertigny, Meuse, Franche-Comté, Alsace, Champigneulles et Tantonville sont regroupés dans le cadre d'une seule société commerciale. Au tout début de l'année 1970, la S.E.B est acquise par le groupe BSN, ancêtre du groupe Danone. La brasserie de Charmes, qui comptait encore 140 employés, ferme ses portes le 30 octobre 1971. La production de la Kanterbräu est transférée à la brasserie de Champigneulles. En 1986, la S.E.B fusionne avec Kronenbourg qui acquiert au passage la marque Kanterbräu. 
La bière Kanterbräu est, depuis fin 2006, brassée à la brasserie d'Obernai, après la vente par Kronenbourg du site de Champigneulles au groupe allemand TCB.
Les anciens bâtiments de la brasserie, désaffectés et laissés vacants depuis des décennies, sont détruits en 2016.

## Liste des bières brasséesà l'époque[Quand?]
- Kanterbräu
- Conserve Spéciale
- Kanter
- KB Super Bock
- Kantator
- KB
- KB 61
- KB Luxe
- Kapuciner
- Royale Lorraine
- Charmes Beer
- Charmes Pils
- Spéciale Monopol
- Walsheimart
- Wahl'Charmes